# Jean Bourgain
Jean Bourgain (ur. 28 lutego 1954 w Ostendzie, zm. 22 grudnia 2018 w Bonheiden) – belgijski matematyk, specjalizujący się w zakresie analizy matematycznej, od 1994 pracujący w Institute for Advanced Study, w Princeton (USA), członek licznych gremiów naukowych, między innymi członek zagraniczny Królewskiej Szwedzkiej Akademii Nauk oraz Polskiej Akademii Nauk, redaktor Annals of Mathematics.

## Życiorys
W 1977 obronił doktorat na Vrije Universiteit w Brukseli, gdzie następnie pracował, uzyskując w 1979 habilitację, a w latach 1981–1985 stanowisko profesora. W 1985 opuścił Belgię i rozpoczął pracę na University of Illinois. Równocześnie od tego roku był profesorem w Institut des Hautes Études Scientifique w Bures-sur-Yvette we Francji. 
W 1991 otrzymał godność doktora honoris causa Uniwersytetu Hebrajskiego, gdzie przebywał wcześniej (1988) jako profesor wizytujący. W tym samym roku otrzymał od szwajcarskiej Ostrowski Foundation Nagrodę Ostrowskiego. Na międzynarodowym kongresie naukowym w Zurychu w 1994 za prace nad przestrzeniami Banacha, analizą harmoniczną otrzymał prestiżową nagrodę naukową – Medal Fieldsa. W 1994 otrzymał doktorat honoris causa od Université Marne-la-Vallée we Francji, a w 1995 od belgijskiego Vrije Universiteit.
W 1995 zakończył współpracę z IHES we Francji, po czym objął piastowane obecnie stanowisko profesora w Institute for Advanced Study w Princeton. Na Uniwersytecie w Illinois pracował do 2006. W 2010 otrzymał od Ukraińskiej Akademii Nauk Złoty Medal Vernadskiego oraz Nagrodę Shawa.
Był członkiem zagranicznym Francuskiej Akademii Nauk (od 2000), Polskiej Akademii Nauk (od 2000), Academia Europaea (od 2008), Królewskiej Szwedzkiej Akademii Nauk (od 2009) oraz członkiem stowarzyszonym National Academy of Sciences.
Zajmował się badaniami nad różnymi obszarami analizy matematycznej, takimi jak geometria przestrzeni Banacha, analiza harmoniczna, teoria ergodyczna, równania różniczkowe cząstkowe, analityczna teoria liczb, kombinatoryka, teoria spektralna oraz ostatnio teoria grup.